# Bernat II de Bigorra
Bernat II (vers 1014 - † 1077) fou comte de Bigorra de 1038 a 1077, fill de Bernat Roger, comte de Foix i de Coserans, i de Garsenda, comtessa de Bigorra.

## Biografia
El seu pare havia començat la redacció dels furs de Bigorra, és a dir un conjunt de costums que regissin la vida al comtat, i Bernat II va acabar l'empresa cap a 1060. Aquestos furs definien els drets i deures respectius del comte, dels nobles i dels súbdits. Una nova fortalesa no podia ser construïda sense l'acord del comte, i els habitants havien d'escollir per a senyor un vassall del comte. L'autonomia de les valls de Lavedan i de Varètja (francès Barèges) fou igualment confirmada.
El 1062 va intentar amb la seva esposa un pelegrinatge al Lo Puèi de Velai i va col·locar el seu comtat sota la protecció de Notre-Dame del Puy-en-Velay. Aquesta acció relativament anodina, ja que Bernat Tupamaler farà el mateix col·locant l'Armanyac sota la protecció de Notre-Dame d'Auch, serà dos segles més tard interpretada com una donació. En el moment de la guerra de successió de Bigorra al segle xiii, Felip el Bell, rei de França i senyor del Velay, que aleshores ja havia quedat unit a l'àmbit reial, usarà aquests pretesos drets sobre el Bigorra per annexar-lo i lligar-lo al regne.

## Matrimonis i fills
Es casa en primeres noces a una certa Clemència († 1062) que dona a llum a:
- Ramon II († 1080), comte de Bigorra
- Clemència de Bigorra († abans de 1065) casada cap a 1055 amb Ermengol III, comte d'Urgell
- Beatriu I de Bigorra († 1095), comtessa de Bigorre, casada el 1079 amb Cèntul V, vescomte de Bearn

D'aquest matrimoni van néixer potser igualment:
- Estefania, casada amb Guillem I, comte de Borgonya
- Ermenssenda, casada amb Guillem VII Aigret, duc d'Aquitània i comte de Poitiers, i mare de Clemència, casada amb Conrad I, comte de Luxemburg

Vidu, Bernat II es va casar de nou al final de l'any 1063 amb Estefania Dolça de Marsella, filla de Guillem I, vescomte de Marsella, i d'Estefania dels Baus, i vídua de Jofré I, comte de Provença